# Comtat de Vianden
El comtat de Vianden fou una jurisdicció feudal del Sacre Imperi Romanogermànic. Al segle segle XV es va unir per un matrimoni a la casa de Nassau. El seu castell ancestral, està a Vianden al nord de l'actual Luxemburg.

## Història

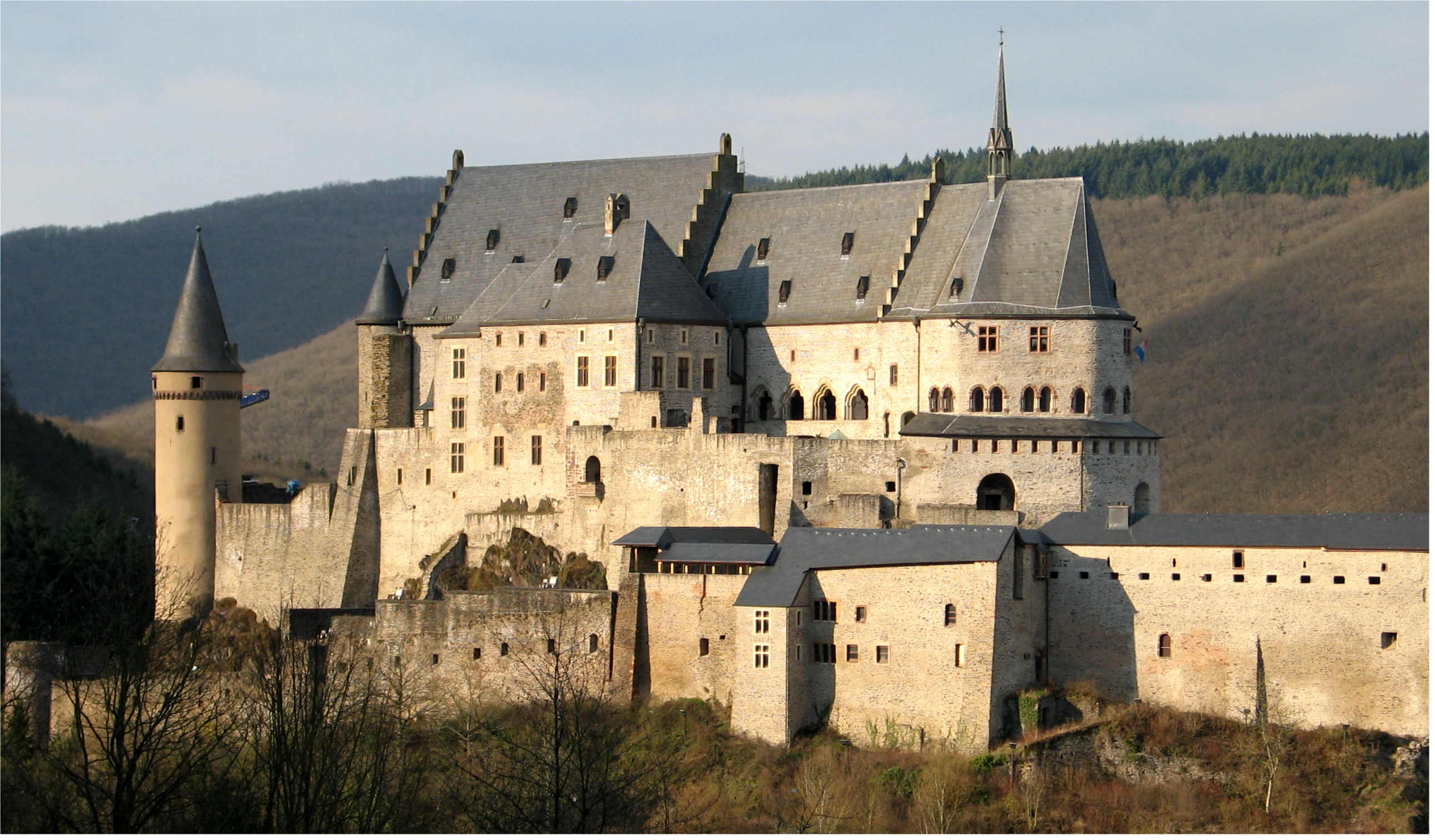
Castell de Vianden

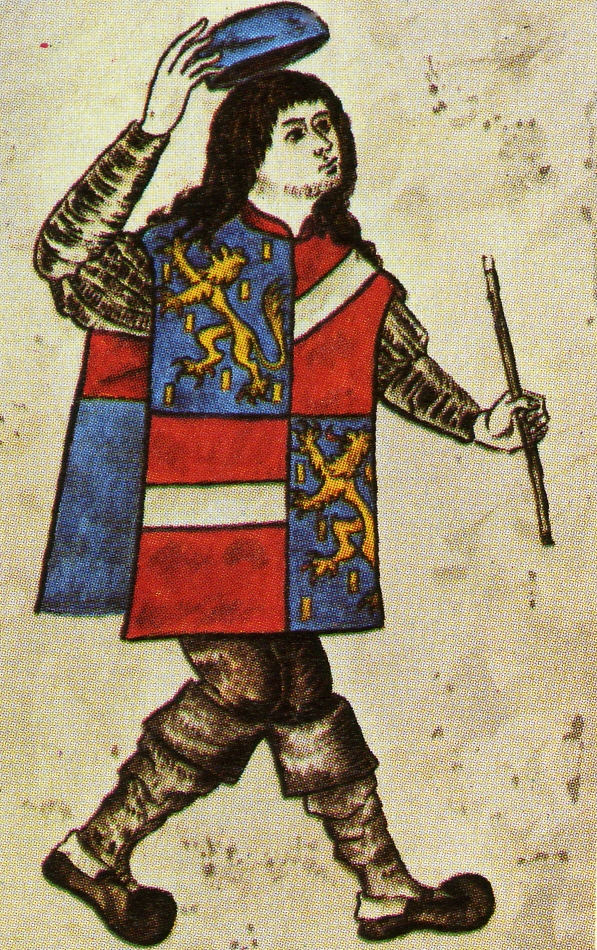
Herald de Nassau-Vianden

El territori estava sota els comtes de Sponhein. El primer comte efectiu fou Frederic I (+ després de 1152) fill de Gerard II de Sponheim, que fou comte de Vianden i abat laic de Prüm. Va tenir un fill, Frederic II (+ després de 1187) que estava casat amb Elisabet hereva de Salm. Enric I de Salm va escollir viure al nou comtat de Salm que va crear en les terres vosgianes (Salm als Vosges) heretades per matrimoni per Hermann II (comte vers 1088-1135) i va cedir els territoris de Salm a les Ardenes a la seva germana Elisa o Elisabet casada amb Frederic II comte de Vianden creant la branca ardenesa (i luxemburguesa) dels Salm-Vianden, coneguda com a Altgraf zu Salm (comtat Antic, o original, de Salm, i de vegades Baix Salm). A Frederic el va succeir el seu fill Frederic III (+1217) a Vianden i el fill Guillem a Salm que va formar efectivament la branca de Salm-Vianden.
Frederic III va fundar l'abadia de Niederehe i es va casar amb Metquilda de Neuerburg, i va tenir tres fills, dels quals el gran fou Enric I (+ 1252) que fou comte de Vianden i marquès de Namur per matrimoni (1229). Va fundar l'abadia de Grandpré. El germà d'Enric, Frederic, va heretar de la mare la senyoria de Neuerburg. Enric es va casar en primeres noces abans del 1217 amb Margarita (Sibilla) de Courtenay, vídua de Raul III senyor d'Issoudun, filla de Pere comte d'Auxerre i de Tonnerre, senyor de Courtenay (després emperador de Constantinoble) i de Iolande de Flandes marquesa de Namur ([1194- convent de Marienthal 17 de juliol de 1270); Margarita fou senyora de Châteauneuf-sur-Cher i de Mareuil-en-Berry i marquesa de Namur el 1228 a la mort del seu germà Enric i l'altre germà Robert, en oposició a la reclamació de Ferran de Portugal comte consort de Flandes; finalment el 1237 va haver de cedir Namur al seu germà Balduí II de Courtenay, emperador (Baldui II de Namur) i a la mort de Frederic es va fer monja al convent de Marienthal, prop de Luxemburg on va morir. El seu fill gran Frederic havia premort el pare (10 de novembre de 1247) deixant un fill Enric, que fou senyor de Schönecken; el segon fill i germà petit de Frederic, de nom Felip I, el va succeir.
Felip fou comte de Vianden i senyor de Perwez en Grimberghe. Es va casar abans de 1262 amb Maria de Perwez filla de Godofreu de Lovaina. Va morir el 23 d'abril de 1273 i el va succeir el seu fill Godofreu I (mort vers 1308/1310)casat amb Aleidis de Oudenarde i en segones noces amb Lutgarda de Ligny. El va succeir el seu fill Felip II, comte de Vianden i senyor de Grimberghe, mort el 1315/1316, casat amb Lúcia de Neuerburg (filla de Frederic III de Neuerburg) i en segones noces amb Adelaida d'Arnsberg (fill del comte Lluís d'Arnsberg). El va succeir el seu fill Enric II assassinat a Famagusta el 1337, casat amb Maria de Namur (filla de Joan II de Namur comte del 1331 al 1335). Només va tenir una filla, Maria de Vianden (1337-1400) que es va casar amb Simó III comte de Sponheim-Kreuznach (+1414). Enric II tenia tres germans mascles, i el va succeir el seu germà Lluís, que era prebost a Colònia des de 1330 però va renunciar el 1341 a l'estat eclesiàstic; va morir en batalla el 1343; el seu germà Gerard va morir mentre l'1 d'abril del 1339, i el tercer germà Godofreu era canonge a Colònia i a Utrecht i no va voler renunciar al seu estat. La successió va passar a Maria i al seu marit. El 1400 va heretar la filla única Elisabeht de Sponheim-Vianden (1365-1417) casada amb Engelbert III de la Mark de la Mark-Sedan que havia mort el 1391 sense haver tingut fills, i casada en segones noces amb el príncep elector del palatinat Robert que va morir el 1397 també sense fills. L'herència va passar al seu cosi Engelbert I de Nassau-Dillenburg (+1442). Aquest Engelbert era net d'Otó II de Nassau (fill d'Enric I de Nassau-Siegen). Otó estava casat amb Adelaida de Vianen (+ 30 de setembre de 1376) germana del comte Enric II de Vianen. Otó va morir en batalla a finals de desembre del 1350 o principis de gener del 1351
Després del 1417 Vianden va restar excepte breus intervals d'ocupació, en possessió de la línia otoniana de la Casa de Nassau. A la mort d'Enric III de Nassau-Vianden (besnet d'Engelbert I) el 1538, el comtat va passar al seu fill Renat de Nassau que havia heretat per sa mare Claudina de Chalon i del germà d'aquesta, el títol de príncep d'Orange. A la mort de Ranat, i el comtat va passar a Guillem d'Orange anomenat el Taciturn, fundador de la casa d'Orange-Nassau.

## Comtes de Vianden
- Bertold (1056–1101)
- Gerard I (vers 1101-1124)
- Frederic I (1124–1152)
- Sigfrid I (1152–1163) ?
- Frederic II (1163–1187) comte consort de Salm
- Frederic III (1187–1217)
- Enric I (1214–1252) marquès de Namur per matrimoni (1228-1237)
- Sigfrid II (1215–1242)
- Felip I (1252–1273)
- Godofreu I (1273–1309)
- Felip II (1309–1316)
- Enric II (1316–1337)
- Lluís (1337-1343)
- Maria (vers 1337; † 1400) 1343-1400
- Simó III de Sponheim-Kreuznach 1348-1400
- Elisabet de Sponheim-Vianden 1400-1417

### Cassa de Nassau
- Engelbert I de Nassau 1417-1442
- Joan IV de Nassau 1442–1475
- Engelbert II de Nassau 1475–1504
- Joan V de Nassau-Dillenburg 1504–1516
- Enric III de Nassau-Breda 1516–1538
- Renat de Chalon 1538–1544
- Guillem I d'Orange-Nassau 1544–1566
  - Pere Ernest de Mansfeld (Comtat confiscat per Felip II de Castella) 1566–1604
- Felip Guillem d'Orange-Nassau 1604–1618
- Maurici de Nassau 1618–1625
- Frederic Enric d'Orange-Nassau 1625–1647
- Guillem II d'Orange-Nassau 1647–1650
- Guillem III d'Orange-Nassau 1650–1702
- Joan Guillem d'Orange-Nassau 1702–1711
- Guillem IV d'Orange-Nassau 1711–1751
- Guillem V d'Orange-Nassau 1751–1795

### Personatges vinculats
- Gerard (1184–1212), abat laic de Prüm i de Stavelot-Malmedy
- Enric I d'Utrecht (?-1267), fill d'Enric I. Bbisbe d'Utrecht
- Violant de Vianden (vers 1231-1283), filla d'Enric I. abadessa de Marienthal
- Adelaida de Vianden (?-1376), filla d'Enric II de Vianden. Casada amb Otó II de Nassau-Siegen

## Escuts

- Escut de Felip I a Brandenburg
- Felip I a Vianden
- Godofreu I de Vianden